# École nationale supérieure de mécanique et des microtechniques
 (juillet 2023).
L'École nationale supérieure de mécanique et des microtechniques (Supmicrotech) est l'une des 204 écoles d'ingénieurs françaises accréditées au 1er septembre 2020 à délivrer un diplôme d'ingénieur.
Située dans la technopole Temis de Besançon, elle fait partie du réseau Polyméca.

## Historique
C'est en 1902 que l'université de Franche-Comté crée le laboratoire de chronométrie, ancêtre de l'actuelle Supmicrotech : le premier diplôme est décerné à monsieur Julian.
Au fil des compétences accumulées dans ses domaines de recherche, ce qui n'était au départ qu'une annexe de l'université devint en 1927 une école à part entière : l'Institut de Chronométrie et de Micromécanique de Besançon.
En 1961 elle prend le nom d'ENSCMB (École Nationale Supérieure de Chronométrie et Micromécanique de Besançon) et devient l'année suivante une ENSI. Quelques années plus tard, elle quitte les locaux du Lycée Jules HAAG (LTEH) pour emménager dans les locaux neufs de La Bouloie. À cette époque, le recrutement était fait par deux voies : un concours pour les classes préparatoires des lycées techniques de Besançon (25000) et de Cluses (74300) et le concours général des ENSI.
Elle devient une UER érigé en EPSC rattaché à une université. La promotion sortie en 1969 comporte une quarantaine d'ingénieurs.
Les développements, puis déclins et révolutions industrielles dans le domaine de l'horlogerie amenèrent l'École à se transformer et à réorienter ses activités vers la mécanique, la mécatronique et les microtechniques, devenant ainsi en 1980 l'École Nationale Supérieure de Mécanique et des Microtechniques (ENSMM). L'école devient un établissement public à caractère administratif rattaché à une université,.
En 1995, l'ENSMM déménage dans un nouveau bâtiment situé sur le site de la technopole Temis et bénéficie dès lors de 24 000 m2. Une nouvelle extension du bâtiment (amphi de 400 places) a ouvert en 2011. Géographiquement, l'ENSMM est située à côté de la maison des Microtechniques, de l'Institut Pierre Vernier (centre de transfert), du cœur du pôle de compétitivité en Microtechniques et du bâtiment de recherche de l'institut Femto-ST[réf. nécessaire].
En 2018, l’école devient un Établissement public à caractère scientifique, culturel et professionnel parmi les « instituts et écoles ne faisant pas partie des universités ».
En 2022, l'ENSMM se dote du nom de marque Supmicrotech pour promouvoir son image et ses spécificités liées aux microtechniques.
Dépassant au début du XXIe siècle les 4 300 diplômés, avec plus de 200 élèves par promotion, Supmicrotech est le premier centre français de formation dans les domaines de l'ingénierie des systèmes micromécaniques et des microtechniques[réf. nécessaire].
Les directeurs successifs ont été les suivants :
Jules Haag, Pierre Mesnage, Raymond Chaléat, Jean-Louis Vaterkowski (1985-1998), Jean-Claude Gelin (1998-2008), Bernard Cretin (2009-2019), Pascal Vairac (2019- ).

## Formation

### Ingénieur
Supmicrotech propose des formations d’ingénieurs habilitées par le ministère de l’Enseignement supérieur et de la Recherche après l’avis de la Commission des titres d'ingénieur. L’équipe pédagogique permanente comprend 48 enseignants-chercheurs, dont 19 professeurs des universités et 15 enseignants. Elle est complétée par 2,5 attachés temporaire d’enseignement et de recherche. (2023)

#### Formation initiale
Il existe deux manières d'intégrer Supmicrotech dans le cadre d'une formation initiale :
- Sur concours communs polytechniques après deux ans de classe préparatoire. Les recrutements se font au sein des filières PSI (29 %), PT (26 %), MP (21 %), PC (13 %) et TSI (11 %). En outre, 6 places sont réservées sur le concours passerelle Maths/Physique.
- Sur dossier pour les titulaires de BTS : 8 places, de DUT : 20 places, Licence 3 : 14 places ou Master 1 : 14 places.

La porte est également ouverte aux étudiants étrangers dans le cadre de partenariats internationaux avec certaines écoles et universités notamment) et du réseau N+i.
La formation se déroule sur six semestres : deux de tronc commun (1re année), un parcours pré-option (2e année), un de spécialisation ou d'option (3e année) et de deux  stages (2e et 3e années).
En 1re année le tronc commun permet à l'élève d'acquérir des notions de base en conception mécanique, fabrication et microfabrication, en mécanique du solide et des milieux déformables, en calcul de structures et vibrations des systèmes discrets, en science des matériaux (traitements des métaux, etc.), en informatique (programmation), en automatique, en électronique analogique et numérique, en traitement du signal, en optique géométrique et physique, mais aussi en langue vivante (deux sont obligatoires dont l'anglais et au choix l'allemand, l'espagnol, le français langue étrangère, le japonais), en sciences humaines et sociales et en économie d'entreprise. En fin de première année, les élèves choisissent leur option de 3e année qui conditionnera le parcours de 2e année.
En 2e année, deux parcours sont disponibles : 
- Ingénierie des systèmes : Informatique, Automatique, Optimisation, Commande par microcontrôleur, Méthodes de fabrication, Métrologie
- Ingénierie des produits : Mécanique des structures, Dynamique vibratoire et Lagrangienne, Électricité

Quelques matières sont communes (selon le parcours l'approche peut être différente) : Mathématiques (Résolution des systèmes, Éléments finis), LV1 et LV2, Ergonomie, CAO, Science des matériaux, Optique, Microtechniques
Durant un semestre, l'étudiant réalise un stage ingénieur « débutant » dans le milieu industriel de 20 semaines minimum.
En 3e année, enfin, l'étudiant pourra orienter la totalité de ses études techniques vers l'un des 8 thèmes suivants :
Après le parcours ingénierie des produits :
- Mécanique Avancée des Structures
- Conception et Réalisation d'Objets Connectés
- Bio-MicroSystèmes
- Matériaux et Surfaces Fonctionnels

Après le parcours ingénierie des systèmes :
- Méthodes d'Industrialisation
- Systèmes Mécatroniques et Robotiques
- Ingénierie Micromécanique
- Ingénierie des Systèmes de Production

L' option Ingénierie de l'Innovation a fermé en 2022.
Les élèves ont également la possibilité d'effectuer leur 3e année dans une des huit écoles du réseau Polyméca à savoir : Ensil-Ensci (Limoges), Ensiame (Valenciennes), Ensta Bretagne (Brest), ISAE-Ensma (Poitiers), SUPMECA (Paris), SeaTech (Toulon) ENSEIRB-MATMECA (Bordeaux). Ils peuvent également  effectuer en 4 ans un double diplôme avec une des écoles du réseau.
La formation Supmicrotech implique au moins 3 mois obligatoires à l'international pour valider le diplôme, sous forme de stages industriels (ou en laboratoire), de semestres ou d'années de cours académiques.
Il est également possible d'obtenir un double diplôme à l'international (diplôme d'ingénieur Supmicrotech et diplôme d'un établissement étranger) avec un de nos partenaires :
- Hochschule à Karlsruhe - Allemagne
- Technische Universität d'Ilmenau - Allemagne
- Université Fédérale d’Uberlândia - Brésil
- Université de Sherbrooke - Canada
- École de Technologie Supérieure - Canada
- Universitat Catalunya Barcelona - Espagne
- Politecnico di Torino - Italie
- Tokyo Denki University - Japon
- Université Energétique d’État d’Ivanovo - Russie

#### Validation des acquis de l'expérience (VAE)
Il est possible d'obtenir tout ou partie du diplôme d'ingénieur Supmicrotech par l'intermédiaire de la procédure de Validation des acquis de l'expérience.

#### Formation continue
Les salariés ayant justifié d'au moins années d'expérience professionnelle ainsi que d'une formation diplômante niveau premier cycle universitaire dans le domaine des sciences de l'ingénieur peuvent postuler à une formation continue de trois semestres à Supmicrotech en partenariat avec l’Institut des techniques d'ingénieur de l'industrie, validés par un quatrième semestre de projet de fin d'études. L'admission se fait sur dossier et après entretien.

#### Formation par Apprentissage (ITII)
Les titulaires d'un BTS, d'un DUT ou d'une Licence peuvent, s'ils ont moins de 30 ans, effectuer six semestres en alternance à Supmicrotech. L'admission se fait sur dossier et après entretien. Trois spécialités existent : depuis 2004 spécialité mécanique (ingénierie des systèmes de production mécanique et microtechnique), depuis 2010 microtechniques & design (spécialité luxe & précision) et depuis 2016 microtechniques & design (spécialité microtechniques & santé). Ces formations accueillent, chaque année, 28 élèves dans la 1re spécialité, 14 dans la seconde et 14 dans la troisième.

#### Master
L'école propose également deux master spécialité Génie industriel et innovation et Mécanique, Mécatronique, Microsystèmes et Ingénierie.

### Recherche
Supmicrotech héberge différentes équipes de l'Institut FEMTO-ST (Franche-Comté Électronique, Mécanique, Thermique et Optique — Sciences et Technologies) : l'équipe TF (Temps-Fréquences), l'équipe AS2M (Automatique et Systèmes MicroMécatroniques) et une partie des équipes DMA (Mécanique Appliquée) et MN2S (Micro Nano Sciences et Systèmes). Précédemment, Supmicrotech accueillait trois laboratoires :  le Laboratoire d'Automatique de Besançon (LAB), le Laboratoire de Microanalyse des Surfaces (LMS) et le LCEP (Laboratoire de Chronométrie Électronique Piézoélectricité).

### Partenariats
Supmicrotech est membre fondateur du Pôle des microtechniques. Le Pôle des microtechniques est un Pôle de compétitivité régional ; il a pour but le développement des microtechniques à travers le renforcement des collaborations entre les mondes de la recherche, de l'enseignement et de l'industrie. À ce titre, Supmicrotech collabore à plusieurs projets avec des partenaires industriels, comme Alstom ou Peugeot.

### Junior-Entreprise
La Junior-Entreprise de Supmicrotech : MuConseil a été fondée en 2007. Elle faisait partie depuis 2012 du mouvement national des Juniors-Entreprises régi par la CNJE. Cette association loi de 1901 à but pédagogique permettait à ses adhérents d'y découvrir le monde professionnel à travers la réalisation de projets d'ingénierie confiés par des industriels.

### Associations
La plupart des associations de l'école sont gérées par le Bureau des Élèves (BDE) élu pour un an, les associations sportives par le Bureau des Sports (BDS), un an de mandat également.
Supmicrotech propose à ses étudiants la pratique d'activités sportives :  badminton, basket, capoeira, escalade, football, football Américain, foot féminin, gymnastique, handball, katori, natation, course à pied, pétanque, rando, roller-hockey, rugby, rugby féminin, squash, street hockey, ultimate, volley-ball, bike-polo et même la pratique aéronautique.
Les autres associations sont µ-Chrono (horlogerie), µChallenge(Trophée SIA), 4L Trophy (Raid humanitaire), Projet Hélios (Promotion des énergies renouvelables), Les cordées de la réussite (garantir un accès à l'enseignement supérieur identique pour tous en donnant aux enfants issus de milieux défavorisés l'envie de réussir), µ-Robot également appelé E=Meuh-Meuh (Club de robotique), µ-Drone (développement d'un mini-drone d'observation), µ-Shell (Construction d'un véhicule pour l'Eco-Marathon Shell), Gala (Préparation du Gala), Ingénieurs sans frontières, Micropromotion (Élaboration des vêtements et objets aux couleurs de l'école), Play-Meuh (jeux en tous genres), ENSMM Actu (journal de l'école), µ-Bar (club ayant pour vocation d'animer les soirées à l'école), Adajio (club DJ et événementiel de l'école), µ-rock (club de rock), µ-rallye (organisation d'un weekend de découverte de la région) …
Par exemple, le µChallenge, après une première participation en 2007 au trophée SIA, veut renouveler l'expérience en construisant cette fois-ci une voiture entièrement électrique. 

### Classement national
Classement des écoles d'ingénieurs
| Classement "l'Usine Nouvelle" | 2025 | 2024 | 2023 | 2022 | 2021 | 2020 | 2019 | 2018 | 2017 | 2016 | 2014 | 2013 | 2012 | 2011 |
| ----------------------------- | ---- | ---- | ---- | ---- | ---- | ---- | ---- | ---- | ---- | ---- | ---- | ---- | ---- | ---- |
| Rang                          | 29   | 57   | 54   | 52   | 41   | 52   | 69   | 75   | 64   | 57   | 82   | 65   | 95   | 88   |

Le classement "L'usine nouvelle" est réalisé auprès de 131 écoles d'ingénieurs sur une base de 204 écoles d'ingénieurs en France en 2020.

### Patrimoine
L’école dispose d’un bâtiment de 21 000 m2, construit en 1995, thermiquement rénové, et de deux bâtiments de 1 500 m2 et 1 800 m2 datant respectivement de 2010 et de 1995. 7 250 m2 sont exclusivement destinés à l’enseignement. Le bâtiment abrite également une partie de l’Institut FEMTO-ST et de ses différentes plateformes expérimentales accessibles aux élèves dans le cadre de leurs projets. Elle est située sur le campus de la Bouloie, à proximité de l’université de Franche-Comté, du Crous et du technopole des Microtechniques TEMIS et d’une offre de services complète pour les étudiants (hébergement, restauration, infrastructures sportives, bibliothèques universitaires et commerce). Les transports en commun permettent l’accès de l’école depuis le centre-ville de Besançon en 20 minutes. Des surfaces d’environ 300 m² sont mises à disposition pour la vie étudiante.

### Association des diplômés
L'AIMM (Association des Ingénieurs en Mécanique et Microtechniques) rassemble l'ensemble des élèves diplômés de Supmicrotech.